# Organització Marroquina dels Drets Humans
L'Organització Marroquina dels Drets Humans (en francès Organisation marocaine des droits de l'Homme, OMDH) és una associació marroquina creada del 12 de gener de 1989 i reconeguda d'utilitat pública el 24 d'abril de 1990.
Forma part de la Xarxa Euromediterrània dels Drets de l'Home des de 1997.